# Quechualia
Quechualia là một chi thực vật có hoa trong họ Cúc (Asteraceae).

## Loài
Chi Quechualia gồm các loài: